# Morillo de Montclús

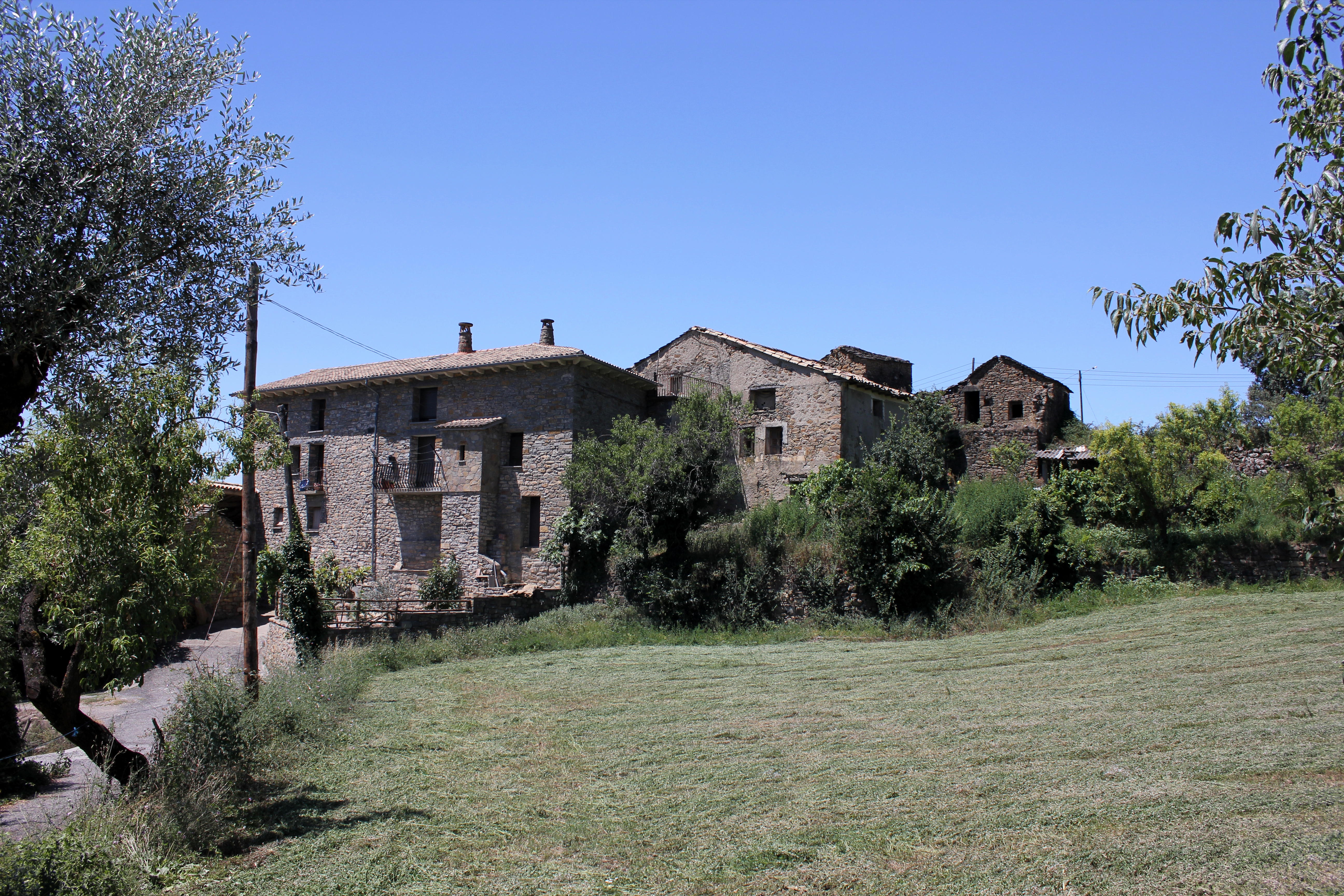
Morillo de Montclús

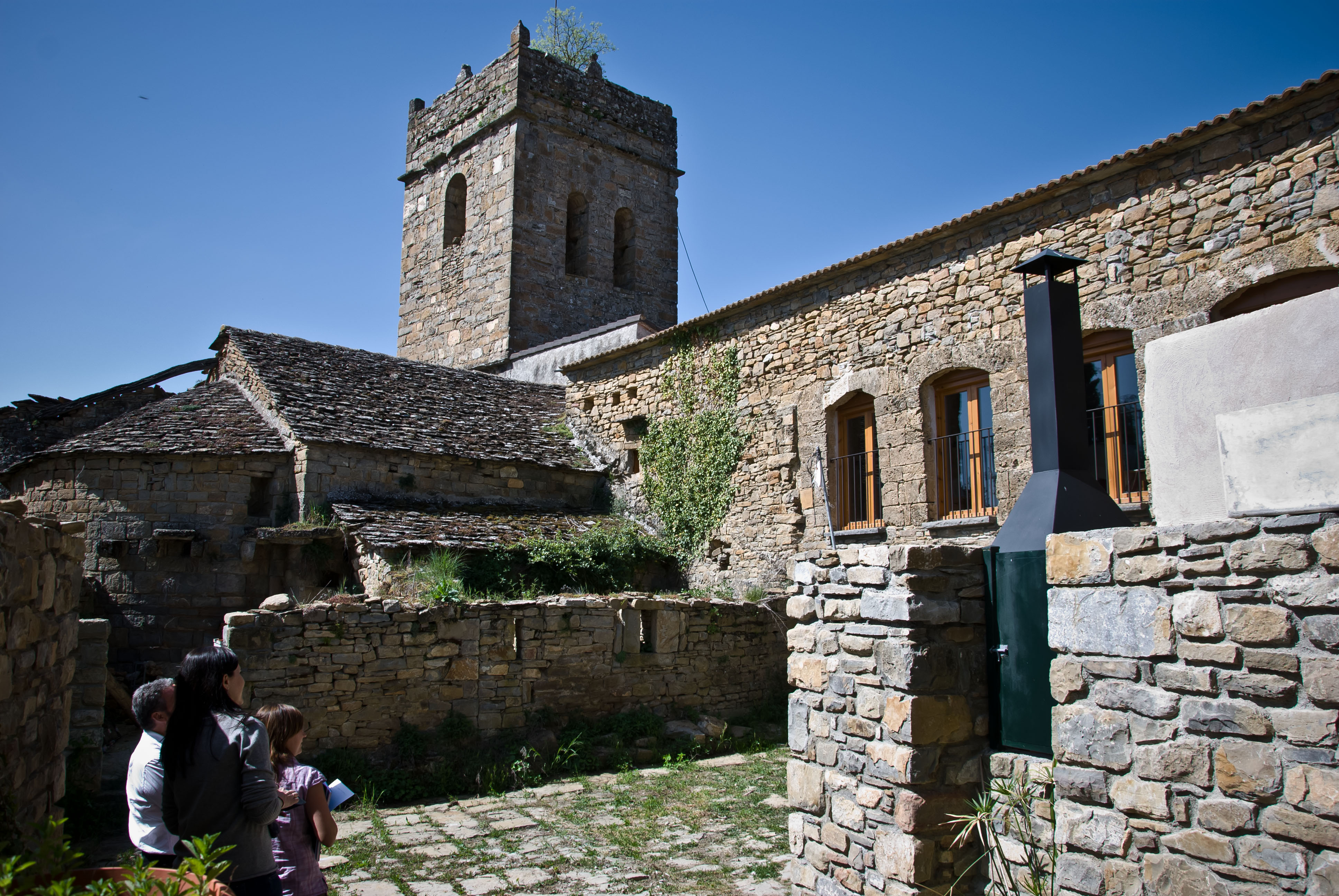
Casa dels Mur i església

Morillo de Montclús és un antic municipi actualment agrupat en La Fova de Terrantona, situat a la comarca del Sobrarb d'Aragó (recorregut pel sender històric GR 1). Està situat a 746 metres sobre el nivell de la mar, al vessant occidental de la serra de Campanué.
L'any 2009 tenia 44 habitants.

## Història
Morillo de Montclús amb Mediano, Pomplano, Arensa, Arasanz, Palotrillo i Castillazuelo formava part de la baronia de Montclús. El castell de Montclús, centre de la senyoria de Montclús està situat en el territori de la Fova (en el municipi del Mediano).
El municipi creix en població en el cens de 1857 perquè Formigals, Pallaruelo de Boltaña (o Monclús), Rañín, Terrantona i Troncet
són annexats. Després en el cens de 1970 Morillo de Montclús desapareix com a municipi perquè el terme queda inclòs en el nou municipi de La Fova.
- Formigals. Està situat a 680 metres d'altitud. Tenia 53 habitants l'any 1991.[8]
- Troncet (Troncedo, en castellà). Està situat a l'esquerra del riu Cinca. Des del segle xiv és el límit occidental del comtat de Ribagorça. L'any 2009 tenia 30 habitants.[9]
- Rañín. L'any 2009 tenia 40 habitants. Igual que Troncet el llogaret està situat a l'esquerra del Cinca,[10]a 830 metres d'altitud.[11]
- Pallaruelo de Boltaña.[12]
- Terrantona (Tierrantona, en castellà). L'any 2009 tenia 121 habitants.[13]

També formaven part de l'antic municipi: Buetas, O Lumo, Latorrecilla, Sant-Àngel, Solanilla i Solipueyo.
- Buetas. L'any 1991 tenia 29 habitants.[15]
- Solipueyo. L'any 1991 tenia 42 habitants.[16]